# Serie A2 1985-1986 (hockey su pista)
La Serie A2 1985-1986 è stata la 37ª edizione del torneo di secondo livello del campionato italiano di hockey su pista. Esso è stato organizzato dalla Federazione Italiana Hockey e Pattinaggio in collaborazione con la Lega Nazionale Hockey Pista avente sede a Monza in via Ugolini 6.
Al termine del torneo furono promosse in Serie A1 lo Sporting Viareggio, l'AFP Giovinazzo e la Villa d'Oro Modena. A retrocedere in Serie B furono la Rot.Lucana Matera e il Tricolore.

## Novità
All'inizio della stagione FIHP e LNHP pianificano la ristrutturazione del campionato che viene allineato alla Serie A1 aumentando il numero delle squadre partecipanti da 12 a 14.
Le due squadre mancanti furono scelte dalla federazione prendendo in considerazione le richieste di ripescaggio e le rinunce pervenute anche dalle retrocesse in Serie B.
Delle due squadre retrocesse alla fine della stagione precedente solo il Prato Primavera aderì all'invito della FIHP e completò i necessari adempimenti mentre gli alabardati triestini preferirono disputare il campionato inferiore.
Il posto vacante rimanente fu assegnato al Montebello, anche se classificato al 4º posto in Serie B, vista la mancata adesione dei Pattinatori Sarzanesi.

## Formula
Il torneo fu organizzato con la formula del girone all'italiana senza alcun play-off con le vincenti della categoria inferiore ne tanto meno con le retrocedende della Serie A1 a mettere in discussione i titoli acquisiti sul campo durante la regular season.
Le prime tre classificate sono però ammesse ai play-off scudetto nel turno preliminare da giocare con le squadre di Serie A1 classificate al 6º, 7º e 8º posto in classifica.
Le ultime tre squadre retrocedettero in Serie B, che era già stata ampliata a 2 gironi all'inizio di questa stagione sportiva. 
Visto l'aumentato numero di squadre partecipanti alla Serie A2, le squadre proposte per la retrocessione aumentarono la stagione successiva con l'introduzione di un play-off con le seconde e terze squadre classificate nella poule-promozione della Serie B.
I play-off non erano previsti per questa stagione dato l'importante impegno della nazionale e della prima edizione della Coppa di Lega.

## Squadre partecipanti
| Club               | Stag.    | Città                     | Impianto                                | Stagione precedente         |
| ------------------ | -------- | ------------------------- | --------------------------------------- | --------------------------- |
| AFP Giovinazzo     | dettagli | Giovinazzo (BA)           | PalaPansini                             | 12º in Serie A1, retrocesso |
| Goriziana          | dettagli | Gorizia                   | PalaBigot                               | 10º in Serie A2             |
| Grosseto           | dettagli | Grosseto                  | Pala Casa Mora di Castiglione (GR)      | 4º in Serie A2              |
| Laverda Breganze   | dettagli | Breganze (VI)             | PalaFerrarin                            | 9º in Serie A2              |
| Marzotto Valdagno  | dettagli | Valdagno (VI)             | Palasport di Valdagno                   | 13º in Serie A1, retrocesso |
| Montebello         | dettagli | Montebello Vicentino (VI) | Palazzetto Don Bosco                    | 4º in Serie B, ammesso      |
| Prato Primavera    | dettagli | Maliseti (FI)             | Pattinodromo di Maliseti                | 12º in Serie A2, retrocesso |
| Rot.Lucana Matera  | dettagli | Matera                    | Pista di Bitonto (BA) Palazzetto Lanera | 2º in Serie B, promossa     |
| Seregno            | dettagli | Seregno (MI)              | Palastadio                              | 6º in Serie A1              |
| Sporting Viareggio | dettagli | Viareggio (LU)            | Palazzo dello Sport                     | 14º in Serie A1, retrocesso |
| Thiene             | dettagli | Thiene (VI)               | Palazzetto Robur                        | 8º in Serie A2              |
| Tricolore          | dettagli | Reggio Emilia             | PalaPietri a Correggio (RE)             | 5º in Serie A2              |
| Viareggio          | dettagli | Viareggio (LU)            | Palazzo dello Sport                     | 7º in Serie A2              |
| Villa d'Oro Modena | dettagli | Modena                    | PalaMolza                               | 1º in Serie B, promosso     |

### Allenatori e primatisti
Denominazioni dei club, allenatori e impianti sportivi tratti dalla guida della LNHP-FIHP 1985-86
| Squadra            | Allenatore            | Cannoniere (Miglior marcatore nella stagione regolare) |
| ------------------ | --------------------- | ------------------------------------------------------ |
| AFP Giovinazzo     | Domenico Spadavecchia | Francesco Amato (81)                                   |
| Goriziana          | Fulvio Bercè          | Claudio Figar (43)                                     |
| Grosseto           | Marco Mariotti        | Enrico Mariotti (67)                                   |
| Laverda Breganze   | Bruno Casagrande      | Alberto Casagrande (33)                                |
| Marzotto Valdagno  | Giuseppe Golin        | Giovanni Giuriato (22)                                 |
| Montebello         | Adriano Cenzi         | Stefano Fin (70)                                       |
| Prato Primavera    | Luciano Gianassi      | Riccardo Pardini (34)                                  |
| Rot.Lucana Matera  | Giovanni Labianca     | Angelo Marolla (35)                                    |
| Seregno            | Giovanni Innocenti    | Dionigi De Grandis (27)                                |
| Sporting Viareggio | Attilio Polloni       | Angel Quiroga (33)                                     |
| Thiene             | Aldo Pozzan           | Oscar Trovatelli (27)                                  |
| Tricolore          |                       | Andrea Ferretti (39)                                   |
| Viareggio          | Francesco Martini     | Stefano Gragnani (41)                                  |
| Villa d'Oro Modena | Cesare Baiardi        | Corrado Gozzi (71)                                     |

## Classifica finale
Classifica compilata esclusivamente con dati LNHP-FIHP
|  | Pos. | Squadra            | Pt | G  | V  | N | P  | GF  | GS  | DR  |
|  | ---- | ------------------ | -- | -- | -- | - | -- | --- | --- | --- |
|  | 1.   | Sporting Viareggio | 36 | 26 | 15 | 6 | 5  | 118 | 100 | +18 |
|  | 2.   | AFP Giovinazzo     | 34 | 26 | 15 | 4 | 7  | 200 | 115 | +85 |
|  | 3.   | Villa d'Oro Modena | 34 | 26 | 15 | 4 | 7  | 125 | 106 | +19 |
|  | 4.   | Thiene             | 30 | 26 | 12 | 6 | 8  | 113 | 100 | +13 |
|  | 5.   | Viareggio          | 27 | 26 | 9  | 9 | 8  | 113 | 128 | -15 |
|  | 6.   | Grosseto (-1)      | 27 | 26 | 11 | 6 | 9  | 137 | 104 | +33 |
|  | 7.   | Prato Primavera    | 25 | 26 | 9  | 7 | 10 | 110 | 123 | -13 |
|  | 8.   | Laverda Breganze   | 25 | 26 | 10 | 5 | 11 | 89  | 90  | -1  |
|  | 9.   | Goriziana          | 24 | 26 | 10 | 4 | 12 | 106 | 109 | -3  |
|  | 10.  | Seregno            | 24 | 26 | 10 | 4 | 12 | 113 | 111 | -2  |
|  | 11.  | Montebello         | 24 | 26 | 11 | 2 | 13 | 125 | 130 | -5  |
|  | 12.  | Marzotto Valdagno  | 20 | 26 | 8  | 4 | 14 | 91  | 120 | -39 |
|  | 13.  | Rot.Lucana Matera  | 18 | 26 | 7  | 4 | 15 | 110 | 172 | -62 |
|  | 14.  | Tricolore (-1)     | 14 | 26 | 6  | 3 | 17 | 99  | 141 | -42 |

Legenda:
  Partecipa al play-off scudetto.
      Promosso in Serie A1 1986-1987.
      Retrocesso in Serie B 1986-1987.
Note:
Due punti a vittoria, uno a pareggio, zero a sconfitta.
In caso di arrivo di due o più squadre a pari punti, la graduatoria finale verrà stilata secondo la classifica avulsa tra le squadre interessate che prevede, in ordine, i seguenti criteri:
- Punti negli scontri diretti.
- Differenza reti negli scontri diretti.
- Differenza reti generale.
- Reti realizzate in generale.
- Sorteggio.

Grosseto e Tricolore hanno scontato un punto di penalizzazione.

## Risultati

### Tabellone
Compilato esclusivamente con risultati pubblicati dalla LNHP.
| 1985-1986          | AfpG | Gori | Gros | LavB | MarV | Mont | PraP | RotM | Sere | SpVi | Thie | Tric | Viar | ViOr |
| ------------------ | ---- | ---- | ---- | ---- | ---- | ---- | ---- | ---- | ---- | ---- | ---- | ---- | ---- | ---- |
| AFP Giovinazzo     | –––– | 7-6  | 7-3  | 11-2 | 7-3  | 6-5  | 12-4 | 36-8 | 6-5  | 4-4  | 9-3  | 19-4 | 14-2 | 6-2  |
| Goriziana          | 3-8  | –––– | 4-6  | 0-2  | 7-4  | 6-7  | 4-4  | 7-4  | 9-3  | 4-4  | 5-3  | 2-2  | 4-4  | 6-1  |
| Grosseto           | 10-3 | 4-2  | –––– | 3-3  | 2-2  | 8-2  | 11-7 | 9-10 | 4-8  | 8-2  | 2-4  | 9-1  | 4-4  | 10-0 |
| Laverda Breganze   | 8-4  | 5-3  | 3-4  | –––– | 4-1  | 3-6  | 2-1  | 6-1  | 4-3  | 3-5  | 4-0  | 3-4  | 4-5  | 2-3  |
| Marzotto Valdagno  | 4-3  | 5-4  | 3-8  | 3-7  | –––– | 2-1  | 10-3 | 3-6  | 0-4  | 4-4  | 3-3  | 5-3  | 8-2  | 3-3  |
| Montebello         | 1-4  | 2-3  | 6-3  | 3-0  | 2-8  | –––– | 5-8  | 3-3  | 5-9  | 6-1  | 5-5  | 6-3  | 12-6 | 7-4  |
| Prato Primavera    | 6-4  | 4-5  | 6-4  | 2-1  | 3-2  | 6-8  | –––– | 3-2  | 2-2  | 4-4  | 5-5  | 6-3  | 6-6  | 5-9  |
| Rot. Lucana Matera | 4-4  | 3-4  | 5-3  | 5-5  | 2-4  | 4-3  | 5-4  | –––– | 3-6  | 8-10 | 4-2  | 3-8  | 5-4  | 3-3  |
| Seregno            | 6-6  | 7-3  | 2-0  | 2-2  | 7-2  | 4-6  | 1-6  | 13-5 | –––– | 1-6  | 3-6  | 5-3  | 3-3  | 2-6  |
| Sporting Viareggio | 3-2  | 6-3  | 5-5  | 3-3  | 7-2  | 4-3  | 4-1  | 6-3  | 4-2  | –––– | 2-1  | 4-3  | 9-7  | 4-2  |
| Thiene             | 8-5  | 5-2  | 4-4  | 9-4  | 6-2  | 4-2  | 2-2  | 7-2  | 7-3  | 4-3  | –––– | 7-5  | 1-1  | 1-4  |
| Tricolore          | 3-6  | 1-4  | 3-7  | 5-3  | 10-6 | 6-7  | 3-7  | 5-1  | 1-4  | 6-3  | 3-5  | –––– | 3-3  | 2-4  |
| Viareggio          | 5-4  | 4-5  | 5-3  | 3-3  | 7-1  | 11-7 | 1-1  | 6-5  | 5-4  | 3-6  | 6-4  | 3-3  | –––– | 4-3  |
| Villa d'Oro        | 3-3  | 4-1  | 3-3  | 1-3  | 5-1  | 9-5  | 8-4  | 8-6  | 7-4  | 8-5  | 10-7 | 9-6  | 6-3  | –––– |

### Calendari
Compilato esclusivamente con risultati omologati dalla FIHP.
| Andata (1ª) | Andata (1ª) | Prima giornata                       | Ritorno (14ª) | Ritorno (14ª) |
|             |             |                                      |               |               |
| 28 set.     | 6-2         | AFP Giovinazzo-Villa d'Oro           | 3-3           | 4 gen.        |
| 28 set.     | 6-7         | Goriziana-Montebello                 | 3-2           | 4 gen.        |
| 28 set.     | 9-10        | Grosseto-Rot.Lucana Matera           | 3-5           | 4 gen.        |
| 28 set.     | 4-5         | Laverda Breganze-Viareggio           | 3-3           | 4 gen.        |
| 28 set.     | 1-6         | Seregno-Prato Primavera              | 2-2           | 4 gen.        |
| 28 set.     | 7-2         | Sporting Viareggio-Marzotto Valdagno | 4-4           | 4 gen.        |
| 28 set.     | 3-5         | Tricolore-Thiene                     | 5-7           | 4 gen.        |

| Andata (2ª) | Andata (2ª) | Seconda giornata                     | Ritorno (15ª) | Ritorno (15ª) |
|             |             |                                      |               |               |
| 5 ott.      | 3-8         | Marzotto Valdagno-Grosseto           | 2-2           | 11 gen.       |
| 5 ott.      | 6-3         | Montebello-Tricolore                 | 7-6           | 11 gen.       |
| 5 ott.      | 4-5         | Prato Primavera-Goriziana            | 4-4           | 11 gen.       |
| 5 ott.      | 8-10        | Rot.Lucana Matera-Sporting Viareggio | 3-6           | 11 gen.       |
| 5 ott.      | 9-4         | Thiene-Laverda Breganze              | 0-4           | 11 gen.       |
| 5 ott.      | 5-4         | Viareggio-AFP Giovinazzo             | 2-14          | 13 feb.       |
| 5 ott.      | 7-4         | Villa d'Oro-Seregno                  | 6-2           | 11 gen.       |

| Andata (1ª) | Andata (1ª) | Prima giornata                       | Ritorno (14ª) | Ritorno (14ª) |
|             |             |                                      |               |               |
| 28 set.     | 6-2         | AFP Giovinazzo-Villa d'Oro           | 3-3           | 4 gen.        |
| 28 set.     | 6-7         | Goriziana-Montebello                 | 3-2           | 4 gen.        |
| 28 set.     | 9-10        | Grosseto-Rot.Lucana Matera           | 3-5           | 4 gen.        |
| 28 set.     | 4-5         | Laverda Breganze-Viareggio           | 3-3           | 4 gen.        |
| 28 set.     | 1-6         | Seregno-Prato Primavera              | 2-2           | 4 gen.        |
| 28 set.     | 7-2         | Sporting Viareggio-Marzotto Valdagno | 4-4           | 4 gen.        |
| 28 set.     | 3-5         | Tricolore-Thiene                     | 5-7           | 4 gen.        |

| Andata (2ª) | Andata (2ª) | Seconda giornata                     | Ritorno (15ª) | Ritorno (15ª) |
|             |             |                                      |               |               |
| 5 ott.      | 3-8         | Marzotto Valdagno-Grosseto           | 2-2           | 11 gen.       |
| 5 ott.      | 6-3         | Montebello-Tricolore                 | 7-6           | 11 gen.       |
| 5 ott.      | 4-5         | Prato Primavera-Goriziana            | 4-4           | 11 gen.       |
| 5 ott.      | 8-10        | Rot.Lucana Matera-Sporting Viareggio | 3-6           | 11 gen.       |
| 5 ott.      | 9-4         | Thiene-Laverda Breganze              | 0-4           | 11 gen.       |
| 5 ott.      | 5-4         | Viareggio-AFP Giovinazzo             | 2-14          | 13 feb.       |
| 5 ott.      | 7-4         | Villa d'Oro-Seregno                  | 6-2           | 11 gen.       |

| Andata (3ª) | Andata (3ª) | Terza giornata                     | Ritorno (16ª) | Ritorno (16ª) |
|             |             |                                    |               |               |
| 12 ott.     | 7-3         | AFP Giovinazzo-Marzotto Valdagno   | 3-4           | 18 gen.       |
| 12 ott.     | 9-3         | Goriziana-Seregno                  | 3-7           | 18 gen.       |
| 12 ott.     | 4-4         | Grosseto-Viareggio                 | 3-5           | 18 gen.       |
| 12 ott.     | 6-1         | Laverda Breganze-Rot.Lucana Matera | 5-5           | 18 gen.       |
| 12 ott.     | 7-4         | Montebello-Villa d'Oro             | 5-9           | 18 gen.       |
| 12 ott.     | 2-1         | Sporting Viareggio-Thiene          | 3-4           | 18 gen.       |
| 12 ott.     | 3-7         | Tricolore-Prato Primavera          | 3-6           | 18 gen.       |

| Andata (4ª) | Andata (4ª) | Quarta giornata                    | Ritorno (17ª) | Ritorno (17ª) |
|             |             |                                    |               |               |
| 19 ott.     | 3-7         | Marzotto Valdagno-Laverda Breganze | 1-4           | 25 gen.       |
| 19 ott.     | 6-4         | Prato Primavera-Grosseto           | 7-11          | 25 gen.       |
| 19 ott.     | 4-3         | Rot.Lucana Matera-Montebello       | 3-3           | 25 gen.       |
| 19 ott.     | 1-6         | Seregno-Sporting Viareggio         | 2-4           | 25 gen.       |
| 19 ott.     | 8-5         | Thiene-AFP Giovinazzo              | 3-9           | 25 gen.       |
| 19 ott.     | 3-3         | Viareggio-Tricolore                | 3-3           | 25 gen.       |
| 19 ott.     | 4-1         | Villa d'Oro-Goriziana              | 1-6           | 25 gen.       |

| Andata (3ª) | Andata (3ª) | Terza giornata                     | Ritorno (16ª) | Ritorno (16ª) |
|             |             |                                    |               |               |
| 12 ott.     | 7-3         | AFP Giovinazzo-Marzotto Valdagno   | 3-4           | 18 gen.       |
| 12 ott.     | 9-3         | Goriziana-Seregno                  | 3-7           | 18 gen.       |
| 12 ott.     | 4-4         | Grosseto-Viareggio                 | 3-5           | 18 gen.       |
| 12 ott.     | 6-1         | Laverda Breganze-Rot.Lucana Matera | 5-5           | 18 gen.       |
| 12 ott.     | 7-4         | Montebello-Villa d'Oro             | 5-9           | 18 gen.       |
| 12 ott.     | 2-1         | Sporting Viareggio-Thiene          | 3-4           | 18 gen.       |
| 12 ott.     | 3-7         | Tricolore-Prato Primavera          | 3-6           | 18 gen.       |

| Andata (4ª) | Andata (4ª) | Quarta giornata                    | Ritorno (17ª) | Ritorno (17ª) |
|             |             |                                    |               |               |
| 19 ott.     | 3-7         | Marzotto Valdagno-Laverda Breganze | 1-4           | 25 gen.       |
| 19 ott.     | 6-4         | Prato Primavera-Grosseto           | 7-11          | 25 gen.       |
| 19 ott.     | 4-3         | Rot.Lucana Matera-Montebello       | 3-3           | 25 gen.       |
| 19 ott.     | 1-6         | Seregno-Sporting Viareggio         | 2-4           | 25 gen.       |
| 19 ott.     | 8-5         | Thiene-AFP Giovinazzo              | 3-9           | 25 gen.       |
| 19 ott.     | 3-3         | Viareggio-Tricolore                | 3-3           | 25 gen.       |
| 19 ott.     | 4-1         | Villa d'Oro-Goriziana              | 1-6           | 25 gen.       |

| Andata (5ª) | Andata (5ª) | Quinta giornata                 | Ritorno (18ª) | Ritorno (18ª) |
|             |             |                                 |               |               |
| 26 ott.     | 11-2        | AFP Giovinazzo-Laverda Breganze | 4-8           | 1º feb.       |
| 26 ott.     | 10-0        | Grosseto-Villa d'Oro            | 3-3           | 1º feb.       |
| 26 ott.     | 8-2         | Marzotto Valdagno-Viareggio     | 1-7           | 1º feb.       |
| 26 ott.     | 5-8         | Montebello-Prato Primavera      | 8-6           | 1º feb.       |
| 26 ott.     | 7-3         | Thiene-Seregno                  | 6-3           | 1º feb.       |
| 26 ott.     | 6-3         | Sporting Viareggio-Goriziana    | 4-4           | 1º feb.       |
| 26 ott.     | 5-1         | Tricolore-Rot.Lucana Matera     | 8-3           | 1º feb.       |

| Andata (6ª) | Andata (6ª) | Sesta giornata                      | Ritorno (19ª) | Ritorno (19ª) |
|             |             |                                     |               |               |
| 2 nov.      | 3-8         | Goriziana-AFP Giovinazzo            | 6-7           | 8 feb.        |
| 2 nov.      | 3-4         | Laverda Breganze-Grosseto           | 3-3           | 8 feb.        |
| 2 nov.      | 5-9         | Montebello-Seregno                  | 6-4           | 8 feb.        |
| 2 nov.      | 5-5         | Prato Primavera-Thiene              | 2-2           | 8 feb.        |
| 2 nov.      | 2-4         | Rot.Lucana Matera-Marzotto Valdagno | 6-3           | 8 feb.        |
| 2 nov.      | 9-7         | Sporting Viareggio-Viareggio        | 6-3           | 8 feb.        |
| 2 nov.      | 9-6         | Villa d'Oro-Tricolore               | 4-2           | 8 feb.        |

| Andata (5ª) | Andata (5ª) | Quinta giornata                 | Ritorno (18ª) | Ritorno (18ª) |
|             |             |                                 |               |               |
| 26 ott.     | 11-2        | AFP Giovinazzo-Laverda Breganze | 4-8           | 1º feb.       |
| 26 ott.     | 10-0        | Grosseto-Villa d'Oro            | 3-3           | 1º feb.       |
| 26 ott.     | 8-2         | Marzotto Valdagno-Viareggio     | 1-7           | 1º feb.       |
| 26 ott.     | 5-8         | Montebello-Prato Primavera      | 8-6           | 1º feb.       |
| 26 ott.     | 7-3         | Thiene-Seregno                  | 6-3           | 1º feb.       |
| 26 ott.     | 6-3         | Sporting Viareggio-Goriziana    | 4-4           | 1º feb.       |
| 26 ott.     | 5-1         | Tricolore-Rot.Lucana Matera     | 8-3           | 1º feb.       |

| Andata (6ª) | Andata (6ª) | Sesta giornata                      | Ritorno (19ª) | Ritorno (19ª) |
|             |             |                                     |               |               |
| 2 nov.      | 3-8         | Goriziana-AFP Giovinazzo            | 6-7           | 8 feb.        |
| 2 nov.      | 3-4         | Laverda Breganze-Grosseto           | 3-3           | 8 feb.        |
| 2 nov.      | 5-9         | Montebello-Seregno                  | 6-4           | 8 feb.        |
| 2 nov.      | 5-5         | Prato Primavera-Thiene              | 2-2           | 8 feb.        |
| 2 nov.      | 2-4         | Rot.Lucana Matera-Marzotto Valdagno | 6-3           | 8 feb.        |
| 2 nov.      | 9-7         | Sporting Viareggio-Viareggio        | 6-3           | 8 feb.        |
| 2 nov.      | 9-6         | Villa d'Oro-Tricolore               | 4-2           | 8 feb.        |

| Andata (7ª) | Andata (7ª) | Settima giornata                  | Ritorno (20ª) | Ritorno (20ª) |
|             |             |                                   |               |               |
| 9 nov.      | 4-4         | AFP Giovinazzo-Sporting Viareggio | 2-3           | 15 feb.       |
| 9 nov.      | 0-2         | Goriziana-Laverda Breganze        | 3-5           | 15 feb.       |
| 9 nov.      | 2-4         | Grosseto-Thiene                   | 4-4           | 15 feb.       |
| 9 nov.      | 2-1         | Marzotto Valdagno-Montebello      | 8-2           | 15 feb.       |
| 9 nov.      | 5-3         | Seregno-Tricolore                 | 4-1           | 15 feb.       |
| 9 nov.      | 6-5         | Viareggio-Rot.Lucana Matera       | 4-5           | 15 feb.       |
| 9 nov.      | 8-4         | Villa d'Oro-Prato Primavera       | 9-5           | 15 feb.       |

| Andata (8ª) | Andata (8ª) | Ottava giornata                   | Ritorno (21ª) | Ritorno (21ª) |
|             |             |                                   |               |               |
| 16 nov.     | 12-6        | Montebello-Viareggio              | 7-11          | 22 feb.       |
| 16 nov.     | 5-4         | Rot.Lucana Matera-Prato Primavera | 2-3           | 22 feb.       |
| 16 nov.     | 7-2         | Seregno-Marzotto Valdagno         | 4-0           | 22 feb.       |
| 16 nov.     | 5-5         | Sporting Viareggio-Grosseto       | 2-8           | 22 feb.       |
| 16 nov.     | 5-2         | Thiene-Goriziana                  | 3-5           | 22 feb.       |
| 16 nov.     | 2-3         | Laverda Breganze-Villa d'Oro      | 3-1           | 22 feb.       |
| 16 nov.     | 3-6         | Tricolore-AFP Giovinazzo          | 4-19          | 22 feb.       |

| Andata (7ª) | Andata (7ª) | Settima giornata                  | Ritorno (20ª) | Ritorno (20ª) |
|             |             |                                   |               |               |
| 9 nov.      | 4-4         | AFP Giovinazzo-Sporting Viareggio | 2-3           | 15 feb.       |
| 9 nov.      | 0-2         | Goriziana-Laverda Breganze        | 3-5           | 15 feb.       |
| 9 nov.      | 2-4         | Grosseto-Thiene                   | 4-4           | 15 feb.       |
| 9 nov.      | 2-1         | Marzotto Valdagno-Montebello      | 8-2           | 15 feb.       |
| 9 nov.      | 5-3         | Seregno-Tricolore                 | 4-1           | 15 feb.       |
| 9 nov.      | 6-5         | Viareggio-Rot.Lucana Matera       | 4-5           | 15 feb.       |
| 9 nov.      | 8-4         | Villa d'Oro-Prato Primavera       | 9-5           | 15 feb.       |

| Andata (8ª) | Andata (8ª) | Ottava giornata                   | Ritorno (21ª) | Ritorno (21ª) |
|             |             |                                   |               |               |
| 16 nov.     | 12-6        | Montebello-Viareggio              | 7-11          | 22 feb.       |
| 16 nov.     | 5-4         | Rot.Lucana Matera-Prato Primavera | 2-3           | 22 feb.       |
| 16 nov.     | 7-2         | Seregno-Marzotto Valdagno         | 4-0           | 22 feb.       |
| 16 nov.     | 5-5         | Sporting Viareggio-Grosseto       | 2-8           | 22 feb.       |
| 16 nov.     | 5-2         | Thiene-Goriziana                  | 3-5           | 22 feb.       |
| 16 nov.     | 2-3         | Laverda Breganze-Villa d'Oro      | 3-1           | 22 feb.       |
| 16 nov.     | 3-6         | Tricolore-AFP Giovinazzo          | 4-19          | 22 feb.       |

| Andata (9ª) | Andata (9ª) | Nona giornata                      | Ritorno (22ª) | Ritorno (22ª) |
|             |             |                                    |               |               |
| 30 nov.     | 6-5         | AFP Giovinazzo-Montebello          | 4-1           | 1º mar.       |
| 30 nov.     | 7-4         | Goriziana-Marzotto Valdagno        | 4-5           | 1º mar.       |
| 30 nov.     | 4-8         | Grosseto-Seregno                   | 0-2           | 1º mar.       |
| 30 nov.     | 3-4         | Laverda Breganze-Tricolore         | 3-5           | 1º mar.       |
| 30 nov.     | 4-4         | Prato Primavera-Sporting Viareggio | 1-4           | 1º mar.       |
| 30 nov.     | 6-4         | Viareggio-Thiene                   | 1-1           | 1º mar.       |
| 30 nov.     | 8-6         | Villa d'Oro-Rot.Lucana Matera      | 3-3           | 1º mar.       |

| Andata (10ª) | Andata (10ª) | Decima giornata                     | Ritorno (23ª) | Ritorno (23ª) |
|              |              |                                     |               |               |
| 7 dic.       | 12-4         | AFP Giovinazzo-Prato Primavera      | 4-6           | 8 mar.        |
| 10 dic.      | 4-4          | Goriziana-Viareggio                 | 5-4           | 8 mar.        |
| 17 dic.      | 3-3          | Marzotto Valdagno-Villa d'Oro       | 1-5           | 8 mar.        |
| 7 dic.       | 5-5          | Montebello-Thiene                   | 2-4           | 8 mar.        |
| 7 dic.       | 3-6          | Rot.Lucana Matera-Seregno           | 5-13          | 8 mar.        |
| 7 dic.       | 3-3          | Sporting Viareggio-Laverda Breganze | 5-3           | 8 mar.        |
| 7 gen.       | 3-7          | Tricolore-Grosseto                  | 1-9           | 8 mar.        |

| Andata (9ª) | Andata (9ª) | Nona giornata                      | Ritorno (22ª) | Ritorno (22ª) |
|             |             |                                    |               |               |
| 30 nov.     | 6-5         | AFP Giovinazzo-Montebello          | 4-1           | 1º mar.       |
| 30 nov.     | 7-4         | Goriziana-Marzotto Valdagno        | 4-5           | 1º mar.       |
| 30 nov.     | 4-8         | Grosseto-Seregno                   | 0-2           | 1º mar.       |
| 30 nov.     | 3-4         | Laverda Breganze-Tricolore         | 3-5           | 1º mar.       |
| 30 nov.     | 4-4         | Prato Primavera-Sporting Viareggio | 1-4           | 1º mar.       |
| 30 nov.     | 6-4         | Viareggio-Thiene                   | 1-1           | 1º mar.       |
| 30 nov.     | 8-6         | Villa d'Oro-Rot.Lucana Matera      | 3-3           | 1º mar.       |

| Andata (10ª) | Andata (10ª) | Decima giornata                     | Ritorno (23ª) | Ritorno (23ª) |
|              |              |                                     |               |               |
| 7 dic.       | 12-4         | AFP Giovinazzo-Prato Primavera      | 4-6           | 8 mar.        |
| 10 dic.      | 4-4          | Goriziana-Viareggio                 | 5-4           | 8 mar.        |
| 17 dic.      | 3-3          | Marzotto Valdagno-Villa d'Oro       | 1-5           | 8 mar.        |
| 7 dic.       | 5-5          | Montebello-Thiene                   | 2-4           | 8 mar.        |
| 7 dic.       | 3-6          | Rot.Lucana Matera-Seregno           | 5-13          | 8 mar.        |
| 7 dic.       | 3-3          | Sporting Viareggio-Laverda Breganze | 5-3           | 8 mar.        |
| 7 gen.       | 3-7          | Tricolore-Grosseto                  | 1-9           | 8 mar.        |

| Andata (11ª) | Andata (11ª) | Undicesima giornata               | Ritorno (24ª) | Ritorno (24ª) |
|              |              |                                   |               |               |
| 14 dic.      | 4-2          | Grosseto-Goriziana                | 6-4           | 15 mar.       |
| 14 dic.      | 3-6          | Laverda Breganze-Montebello       | 0-3           | 15 mar.       |
| 14 dic.      | 3-2          | Prato Primavera-Marzotto Valdagno | 3-10          | 15 mar.       |
| 14 dic.      | 6-6          | Seregno-AFP Giovinazzo            | 5-6           | 15 mar.       |
| 14 dic.      | 7-2          | Thiene-Rot.Lucana Matera          | 2-4           | 15 mar.       |
| 14 dic.      | 6-3          | Tricolore-Sporting Viareggio      | 3-4           | 15 mar.       |
| 14 dic.      | 4-3          | Viareggio-Villa d'Oro             | 3-6           | 15 mar.       |

| Andata (12ª) | Andata (12ª) | Dodicesima giornata           | Ritorno (25ª) | Ritorno (25ª) |
|              |              |                               |               |               |
| 21 dic.      | 7-3          | AFP Giovinazzo-Grosseto       | 3-10          | 22 mar.       |
| 21 dic.      | 7-4          | Goriziana-Rot.Lucana Matera   | 4-3           | 22 mar.       |
| 21 dic.      | 4-3          | Laverda Breganze-Seregno      | 2-2           | 22 mar.       |
| 21 dic.      | 5-3          | Marzotto Valdagno-Tricolore   | 6-10          | 22 mar.       |
| 21 dic.      | 6-1          | Montebello-Sporting Viareggio | 3-4           | 22 mar.       |
| 21 dic.      | 1-1          | Viareggio-Prato Primavera     | 6-6           | 22 mar.       |
| 21 dic.      | 10-7         | Villa d'Oro-Thiene            | 4-1           | 22 mar.       |

| Andata (11ª) | Andata (11ª) | Undicesima giornata               | Ritorno (24ª) | Ritorno (24ª) |
|              |              |                                   |               |               |
| 14 dic.      | 4-2          | Grosseto-Goriziana                | 6-4           | 15 mar.       |
| 14 dic.      | 3-6          | Laverda Breganze-Montebello       | 0-3           | 15 mar.       |
| 14 dic.      | 3-2          | Prato Primavera-Marzotto Valdagno | 3-10          | 15 mar.       |
| 14 dic.      | 6-6          | Seregno-AFP Giovinazzo            | 5-6           | 15 mar.       |
| 14 dic.      | 7-2          | Thiene-Rot.Lucana Matera          | 2-4           | 15 mar.       |
| 14 dic.      | 6-3          | Tricolore-Sporting Viareggio      | 3-4           | 15 mar.       |
| 14 dic.      | 4-3          | Viareggio-Villa d'Oro             | 3-6           | 15 mar.       |

| Andata (12ª) | Andata (12ª) | Dodicesima giornata           | Ritorno (25ª) | Ritorno (25ª) |
|              |              |                               |               |               |
| 21 dic.      | 7-3          | AFP Giovinazzo-Grosseto       | 3-10          | 22 mar.       |
| 21 dic.      | 7-4          | Goriziana-Rot.Lucana Matera   | 4-3           | 22 mar.       |
| 21 dic.      | 4-3          | Laverda Breganze-Seregno      | 2-2           | 22 mar.       |
| 21 dic.      | 5-3          | Marzotto Valdagno-Tricolore   | 6-10          | 22 mar.       |
| 21 dic.      | 6-1          | Montebello-Sporting Viareggio | 3-4           | 22 mar.       |
| 21 dic.      | 1-1          | Viareggio-Prato Primavera     | 6-6           | 22 mar.       |
| 21 dic.      | 10-7         | Villa d'Oro-Thiene            | 4-1           | 22 mar.       |

| \| Andata (13ª) \| Andata (13ª) \| Tredicesima giornata \| Ritorno (26ª) \| Ritorno (26ª) \| \| \| \| \| \| \| \| 28 dic. \| 8-2 \| Grosseto-Montebello \| 3-6 \| 25 mar. \| \| 28 dic. \| 2-1 \| Prato Primavera-Laverda Breganze \| 1-2 \| 25 mar. \| \| 28 dic. \| 4-4 \| Rot.Lucana Matera-AFP Giovinazzo \| 8-36 \| 25 mar. \| \| 28 dic. \| 3-3 \| Seregno-Viareggio[8] \| 4-5 \| 29 mar. \| \| 28 dic. \| 4-2 \| Sporting Viareggio-Villa d'Oro \| 5-8 \| 25 mar. \| \| 28 dic. \| 6-2 \| Thiene-Marzotto Valdagno \| 3-3 \| 25 mar. \| \| 28 dic. \| 1-4 \| Tricolore-Goriziana \| 2-2 \| 25 mar. \| |              |                                  |               |               |
| Andata (13ª) | Andata (13ª) | Tredicesima giornata             | Ritorno (26ª) | Ritorno (26ª) |
| |              |                                  |               |               |
| 28 dic. | 8-2          | Grosseto-Montebello              | 3-6           | 25 mar.       |
| 28 dic. | 2-1          | Prato Primavera-Laverda Breganze | 1-2           | 25 mar.       |
| 28 dic. | 4-4          | Rot.Lucana Matera-AFP Giovinazzo | 8-36          | 25 mar.       |
| 28 dic. | 3-3          | Seregno-Viareggio                | 4-5           | 29 mar.       |
| 28 dic. | 4-2          | Sporting Viareggio-Villa d'Oro   | 5-8           | 25 mar.       |
| 28 dic. | 6-2          | Thiene-Marzotto Valdagno         | 3-3           | 25 mar.       |
| 28 dic. | 1-4          | Tricolore-Goriziana              | 2-2           | 25 mar.       |

| Andata (13ª) | Andata (13ª) | Tredicesima giornata             | Ritorno (26ª) | Ritorno (26ª) |
|              |              |                                  |               |               |
| 28 dic.      | 8-2          | Grosseto-Montebello              | 3-6           | 25 mar.       |
| 28 dic.      | 2-1          | Prato Primavera-Laverda Breganze | 1-2           | 25 mar.       |
| 28 dic.      | 4-4          | Rot.Lucana Matera-AFP Giovinazzo | 8-36          | 25 mar.       |
| 28 dic.      | 3-3          | Seregno-Viareggio                | 4-5           | 29 mar.       |
| 28 dic.      | 4-2          | Sporting Viareggio-Villa d'Oro   | 5-8           | 25 mar.       |
| 28 dic.      | 6-2          | Thiene-Marzotto Valdagno         | 3-3           | 25 mar.       |
| 28 dic.      | 1-4          | Tricolore-Goriziana              | 2-2           | 25 mar.       |